# Heinrich Karl Abraham Imhoff

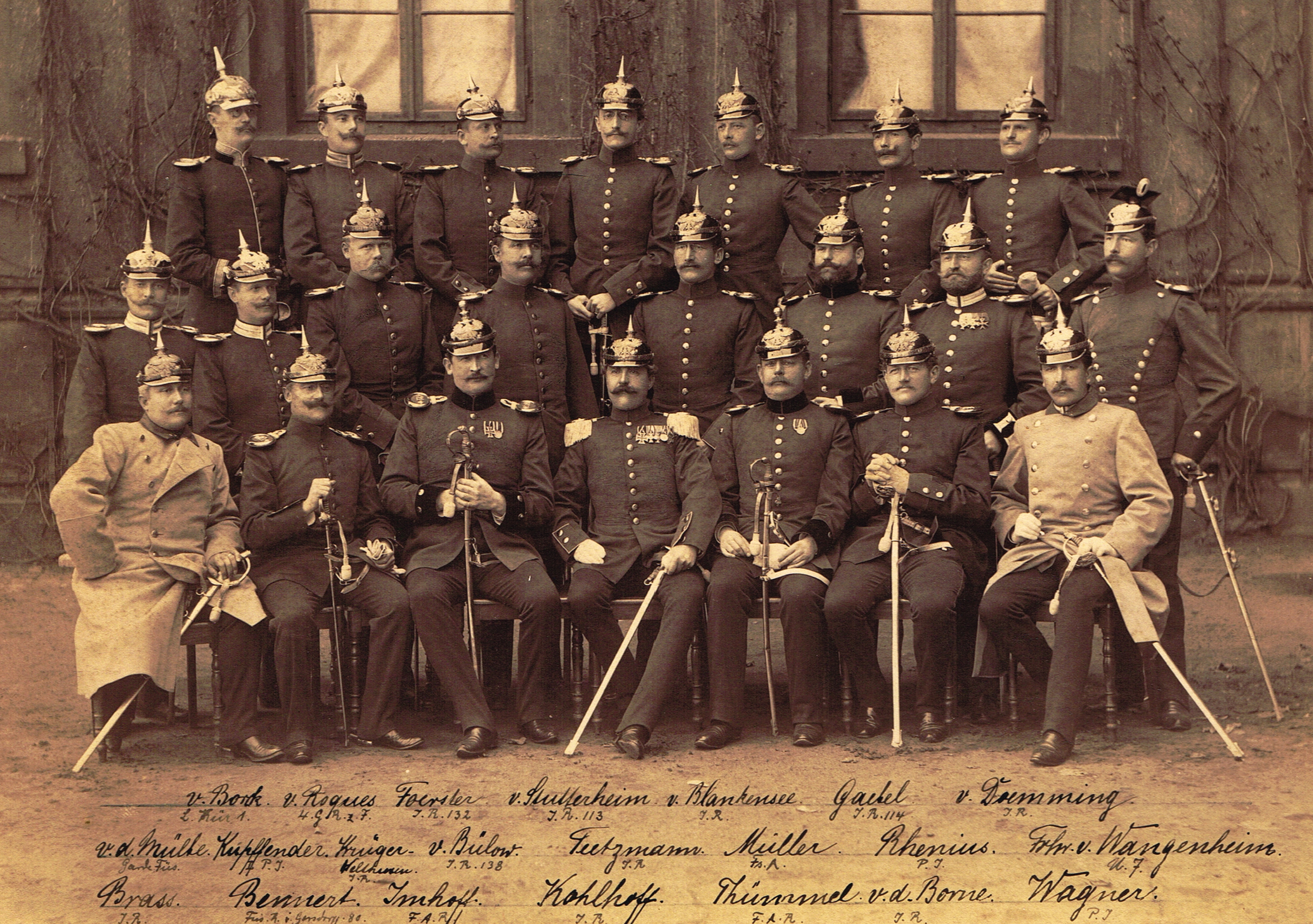
Major Imhoff (1. Reihe, 3. v. l.) mit weiteren preußischen Offizieren. 1899

Heinrich Karl Abraham Imhoff Pascha (* 20. Februar 1854 in Kreuznach; † 27. Februar 1918 in Berlin) war ein preußischer und osmanischer Generalleutnant sowie Militärschriftsteller.

## Leben

### Herkunft
Er war der Sohn des Kaufmanns Louis Imhoff († 1881) und dessen Ehefrau Elise, geborene Schmidt († 1877).

### Militärkarriere
Nach dem Besuch der Elementarschule und des Gymnasiums in seiner Heimatstadt trat Imhoff mit Beginn des Krieges gegen Frankreich als Einjährig-Freiwilliger in die Preußische Armee ein. Er wurde zunächst dem Ersatzbataillon des Rheinischen Feldartillerie-Regiments Nr. 8 zugeteilt und kam am 5. September 1870 zur mobilen 5. leichten Batterie ins Feld. Imhoff nahm an den Schlachten bei Amiens, an der Hallue, bei Bapaume sowie bei St. Quentin teil.
Ausgezeichnet mit dem Eisernen Kreuz II. Klasse wurde Imhoff nach dem Friedensschluss in den aktiven Dienst übernommen und am 26. Oktober 1872 in das neugebildete 2. Rheinische Feldartillerie-Regiment Nr. 23 in Koblenz versetzt. Hier am 12. Dezember 1872 zum Sekondeleutnant befördert, absolvierte er als solcher von Ende September 1875 bis Mitte Juni 1877 die Vereinigte Artillerie- und Ingenieurschule in Berlin. Nach seiner Rückkehr verwendete man ihn zunächst als Adjutant der II. Abteilung und ab Ende Dezember 1878 als Regimentsadjutant. In dieser Funktion am 22. März 1881 zum Premierleutnant befördert, wurde Imhoff unter Stellung à la suite des Regiments am 30. März 1882 als Militärlehrer an die Hauptkadettenanstalt versetzt. Nach zweijähriger Lehrtätigkeit kam er in das Thüringische Feldartillerie-Regiment Nr. 19 in Torgau. Von dort wurde Imhoff am 13. November 1888 als Hauptmann und Batteriechef in das Oberschlesische Feldartillerie-Regiment Nr. 21 versetzt. Er befehligte bis zum 21. März 1891 die 6. Batterie in Grottkau und war anschließend bis zum 3. April 1896 als Lehrer an der Kriegsschule Hannover tätig. Daran schloss sich eine Verwendung im Feldartillerie-Regiment Nr. 35 an, bevor man Imhoff als Major am 27. Januar 1897 zum Abteilungskommandeur im 1. Badischen Feldartillerie-Regiment Nr. 14 ernannte.
Unter Verleihung des Charakters als Oberstleutnant wurde Imhoff mit der gesetzlichen Pension am 26. April 1901 zur Disposition gestellt, um in osmanische Dienste übertreten zu können. Zunächst diente er als Flügeladjutant von Sultan Abdülhamid II. und später als Instrukteur der Artillerie. Zuletzt bekleidete Imhoff den Dienstgrad eines Generalleutnants. Der Sultan verlieh ihm den Titel eines Paschas und zeichnete Imhoff außerdem mit dem Mecidiye-Orden I. Klasse sowie der goldenen Imtiaz- und der Liakat-Medaille aus.
Nachdem Imhoff bereits am 20. Mai 1906 den Charakter als preußischer Oberst erhalten hatte, wurde er mit diesem Dienstgrad am 20. April 1910 in der Armee wieder angestellt und zum Kommandeur des Niedersächsischen Feldartillerie-Regiments Nr. 46 in Wolfenbüttel ernannt. Dieses Regiment kommandierte er jedoch nur kurz. Bereits am 16. November 1910 folgte mit seiner Beförderung zum Generalmajor die Ernennung zum Kommandeur der 4. Feldartillerie-Brigade in Bromberg. Für seine langjährigen Verdienste verlieh ihm Wilhelm II. am 13. September 1911 den Roten Adlerorden II. Klasse mit Eichenlaub. Krankheitsbedingt musste Imhoff jedoch kurz darauf seinen Abschied einreichen, der ihm mit der gesetzlichen Pension am 18. November 1911 bewilligt wurde. In nachmaliger Würdigung erhielt Imhoff am 16. Juni 1913 den Charakter als Generalleutnant.
Bereits während seiner aktiven Dienstzeit publizierte er im Militär-Wochenblatt und aufgrund seiner Sprachkenntnisse auch in der osmanischen Armeezeitung Cerîde-i Askeriyye.

### Familie
Imhoff hatte sich am 17. Oktober 1884 in Berlin mit Frieda Maurer verheiratet. Aus der Ehe gingen die beiden Töchter Ilse (* 1885) und Ruth (* 1888) hervor.